# Maladera yaeyamana
Maladera yaeyamana är en skalbaggsart som beskrevs av Shuhei Nomura 1963. Maladera yaeyamana ingår i släktet Maladera och familjen Melolonthidae. Inga underarter finns listade i Catalogue of Life.